# Oxynoemacheilus galilaeus
Oxynoemacheilus galilaeus és una espècie de peix pertanyent a la família dels balitòrids i a l'ordre dels cipriniformes.

## Etimologia
L'epítet galilaeus fa referència a un dels seus llocs d'origen: el llac de Tiberíades o mar de Galilea a Israel.

## Hàbitat i distribució geogràfica
És un peix d'aigua dolça, demersal, no migratori i de clima subtropical, el qual és un endemisme de tres llacs d'aigua dolça de la conca del riu Jordà: el llac de Tiberíades (lloc d'origen de l'holotip, encara que Bănărescu ja va afirmar que podria ser producte d'un registre mal etiquetat provinent del llac Hula), el llac Hula (Israel) i el llac Muzairib (Síria), tot i que, actualment, només és present en aquest darrer. Prefereix les aigües poc fondes i a prop de les ribes del llac, entre pedres i arrels de salzes. FishBase també el fa present, sembla que erròniament, a Jordània.

## Observacions
És inofensiu per als humans, el seu índex de vulnerabilitat és baix (18 de 100) i les seues principals amenaces són l'extracció excessiva d'aigua per als regadius i el consum humà, la contaminació de l'aigua i el canvi climàtic. Aquesta espècie era present abans al llac Hula d'Israel, però s'hi extingí a causa del seu drenatge i ara només es troba, en declivi, al llac Muzairib (amb una superfície de tan sols 0,5 km²), el qual té una contaminació moderada i el seu nivell d'aigua està baixant lentament a causa de l'extracció d'aigua i la disminució de les pluges a causa del canvi climàtic.